# Новотроицк
Новотроицк (рус. Новотроицк) град је у Русији у Оренбуршкој области. Према попису становништва из 2010. у граду је живело 98.184 становника.

## Становништво
Према прелиминарним подацима са пописа, у граду је 2010. живело 98.184 становника, 8.131 (7,65%) мање него 2002.
| 1939. | 1959.  | 1970.  | 1979.  | 1989.   | 2002.   | 2010.  |
| ----- | ------ | ------ | ------ | ------- | ------- | ------ |
| 2.567 | 54.484 | 83.439 | 94.647 | 106.084 | 106.315 | 98.173 |